# Kurd
Kurd là một thị trấn thuộc hạt Tolna, Hungary. Thị trấn này có diện tích 31,19 km², dân số năm 2010 là 1223 người, mật độ 39 người/km².